# Kristine Roug
Kristine Roug (ur. 12 marca 1975) – duńska żeglarka sportowa. Złota medalistka olimpijska z Atlanty.
Brała udział w dwóch igrzyskach (IO 96, IO 00). Startowała w klasie Europa. W 1996 zdobyła złoty medal, w 2000 zajęła dziesiąte miejsce. Trzykrotnie zwyciężała na mistrzostwach świata w tej klasie (1994, 1995 i 2000), była druga w 1997 i trzecia w 1998.